# Campionati mondiali di nuoto in vasca corta 2024 - 200 metri farfalla femminili
La gara dei 200 metri farfalla femminili dei campionati mondiali di nuoto in vasca corta 2024 si è svolta il 12 dicembre 2024 presso la Duna Aréna di Budapest.

## Podio
| Pos.    | Atleta            | Nazione     |
| ------- | ----------------- | ----------- |
| Oro     | Summer McIntosh   | Canada      |
| Argento | Regan Smith       | Stati Uniti |
| Bronzo  | Elizabeth Dekkers | Australia   |

## Record
Prima della manifestazione il record del mondo (RM) e il record dei campionati (RC) erano i seguenti.
|  | 1'59"61 | Mireia Belmonte | 3 dicembre 2014 Doha |
|  | 1'59"61 | Mireia Belmonte | 3 dicembre 2014 Doha |

Durante la competizione è stato migliorato il seguente record:
|  | 1'59"32 | Summer McIntosh |

## Programma
| Data             | Ora   | Turno    |
| ---------------- | ----- | -------- |
| 12 dicembre 2024 | 9:31  | Batterie |
| 12 dicembre 2024 | 18:06 | Finale   |

## Risultati

### Batterie
| Pos. | Batteria | Corsia | Atleta                 | Nazionalità          | Tempo        | Note |
| ---- | -------- | ------ | ---------------------- | -------------------- | ------------ | ---- |
| 1    | 2        | 4      | Summer McIntosh        | Canada               | 2'01"96      | Q    |
| 2    | 2        | 3      | Alex Shackell          | Stati Uniti          | 2'02"79      | Q    |
| 3    | 3        | 5      | Laura Lahtinen         | Finlandia            | 2'03"55      | Q    |
| 4    | 4        | 4      | Regan Smith            | Stati Uniti          | 2'04"11      | Q    |
| 5    | 2        | 5      | Elizabeth Dekkers      | Australia            | 2'04"34      | Q    |
| 6    | 4        | 3      | Helena Rosendahl Bach  | Danimarca            | 2'04"71      | Q    |
| 7    | 3        | 4      | Chen Luying            | Cina                 | 2'05"23      | Q    |
| 8    | 4        | 5      | Bella Grant            | Australia            | 2'05"53      | Q    |
| 9    | 2        | 7      | Georgia Damasioti      | Grecia               | 2'05"90      | R    |
| 10   | 3        | 7      | Laura Cabanes          | Spagna               | 2'06"91      | R    |
| 11   | 4        | 2      | Laura Ilyés            | Ungheria             | 2'06"93      |      |
| 12   | 3        | 3      | Gong Zhenqi            | Cina                 | 2'07"85      |      |
| 13   | 3        | 1      | Yeung Hoi Ching        | Hong Kong            | 2'08"77      |      |
| 14   | 2        | 6      | Boglárka Kapás         | Ungheria             | 2'08"91      |      |
| 15   | 3        | 2      | Nicholle Toh           | Singapore            | 2'08"99      |      |
| 16   | 4        | 1      | María José Mata        | NAC                  | 2'09"32      |      |
| 17   | 4        | 7      | Zehra Bilgin           | Turchia              | 2'09"63      |      |
| 18   | 2        | 2      | Katja Fain             | Slovenia             | 2'10"71      |      |
| 19   | 4        | 6      | Lee Hee-eun            | Corea del Sud        | 2'11"13      |      |
| 20   | 2        | 8      | Iman Avdić             | Bosnia ed Erzegovina | 2'11"91      |      |
| 21   | 3        | 0      | Jinjutha Pholjamjumrus | Thailandia           | 2'12"70      |      |
| 22   | 4        | 0      | Zora Ripková           | Slovacchia           | 2'12"92      |      |
| 23   | 4        | 8      | Neve Tassicker         | Nuova Zelanda        | 2'12"99      |      |
| 24   | 3        | 8      | Yasmin Silva           | Perù                 | 2'14"32      |      |
| 25   | 3        | 9      | Karina Solera          | Costa Rica           | 2'14"39      |      |
| 26   | 2        | 0      | Ana Nizharadze         | Georgia              | 2'15"15      |      |
| 27   | 2        | 1      | Applejean Gwinn        | Taipei cinese        | 2'15"31      |      |
| 28   | 1        | 4      | Anje van As            | Zimbabwe             | 2'19"82      |      |
| 29   | 4        | 9      | Lia Lima               | Angola               | 2'20"18      |      |
| 30   | 1        | 3      | Hashika Ramachandra    | India                | 2'25"88      |      |
| 31   | 1        | 5      | Amaya Bollinger        | Guam                 | 2'29"39      |      |
| DSQ  | 3        | 6      | Umi Ishizuka           | Giappone             | Squalificata |      |

### Finale
| Pos.    | Corsia | Atleta                | Nazionalità | Tempo   | Note |
| ------- | ------ | --------------------- | ----------- | ------- | ---- |
| Oro     | 4      | Summer McIntosh       | Canada      | 1'59"32 |      |
| Argento | 6      | Regan Smith           | Stati Uniti | 2'01"00 |      |
| Bronzo  | 2      | Elizabeth Dekkers     | Australia   | 2'02"91 |      |
| 4       | 5      | Alex Shackell         | Stati Uniti | 2'03"23 |      |
| 5       | 1      | Chen Luying           | Cina        | 2'03"67 |      |
| 6       | 8      | Bella Grant           | Australia   | 2'03"91 |      |
| 7       | 7      | Helena Rosendahl Bach | Danimarca   | 2'04"08 |      |
| 8       | 3      | Laura Lahtinen        | Finlandia   | 2'05"71 |      |